# بيل كراوس
بيل كراوس (بالإنجليزية: Bill Kraus)‏ هو سياسي أمريكي، ولد في 26 يونيو 1947، وتوفي في 25 يناير 1986.